# 柳生半内生钩丝壳
柳生半内生钩丝壳（学名：Pleochaeta salicicola）是属于白粉菌目白粉菌科半内生钩丝壳属的一种真菌，寄生在柳属植物上。该种分布于中国。